# Martin de Mullendorff
Martin Joseph de Müllendorff (né le 16 septembre 1717 à Douai et mort le 1er mai 1785 à Bruxelles) est un juriste et homme d'État des Pays-Bas autrichiens.

## Biographie
Orphelin jeune, Martin Joseph de Mullendorff suit ses études à l'université de Douai, en sort licencié ès lois et devient avocat au parlement de Flandres. Se faisant une grande réputation, il acquiert vers 1745 la charge de conseiller-pensionnaire de la ville de Tournai alors française. Quand la cité retombe sous la domination des Pays-Bas autrichiens en 1748, Mullendorff reste à Tournai, épouse Caroline Françoise Josèphe de Rasse (fille de Denis Joseph de Rasse, échevin de Tournai, greffier et conseiller, et de Françoise van der Heyden) et obtient des lettres de naturalité le 25 octobre 1749. 
Rentré dans l'Administration, il est nommé greffier du Conseil des finances en 1750, l'un des trois Conseils collatéraux, à l'initiative du gouverneur Charles-Alexandre de Lorraine, puis directeur du bureau des régies, et conseiller des finances (département des douanes) en 1754.
Il est délégué à Luxembourg en 1756 pour traiter, avec les députés des États du duché de Luxembourg et du comté de Chiny, de la question du projet d'un nouveau tarif des droits d'entrée.
En 1765, il devient président du Conseil de Hainaut, tout en conservant ses fonctions de conseiller des finances.
Conseiller et commis des domaines et finances des Pays-Bas, il est nommé conseiller d'État en 1773 et président de la Chambre des comptes à Bruxelles en 1782.

## Source
- Biographie nationale de Belgique, tome XXIX, Académie royale de Belgique
- Biographie nationale du pays de Luxembourg
- Notice dans un dictionnaire ou une encyclopédie généraliste :   - Biographie nationale de Belgique